# Atentados de París de noviembre de 2015

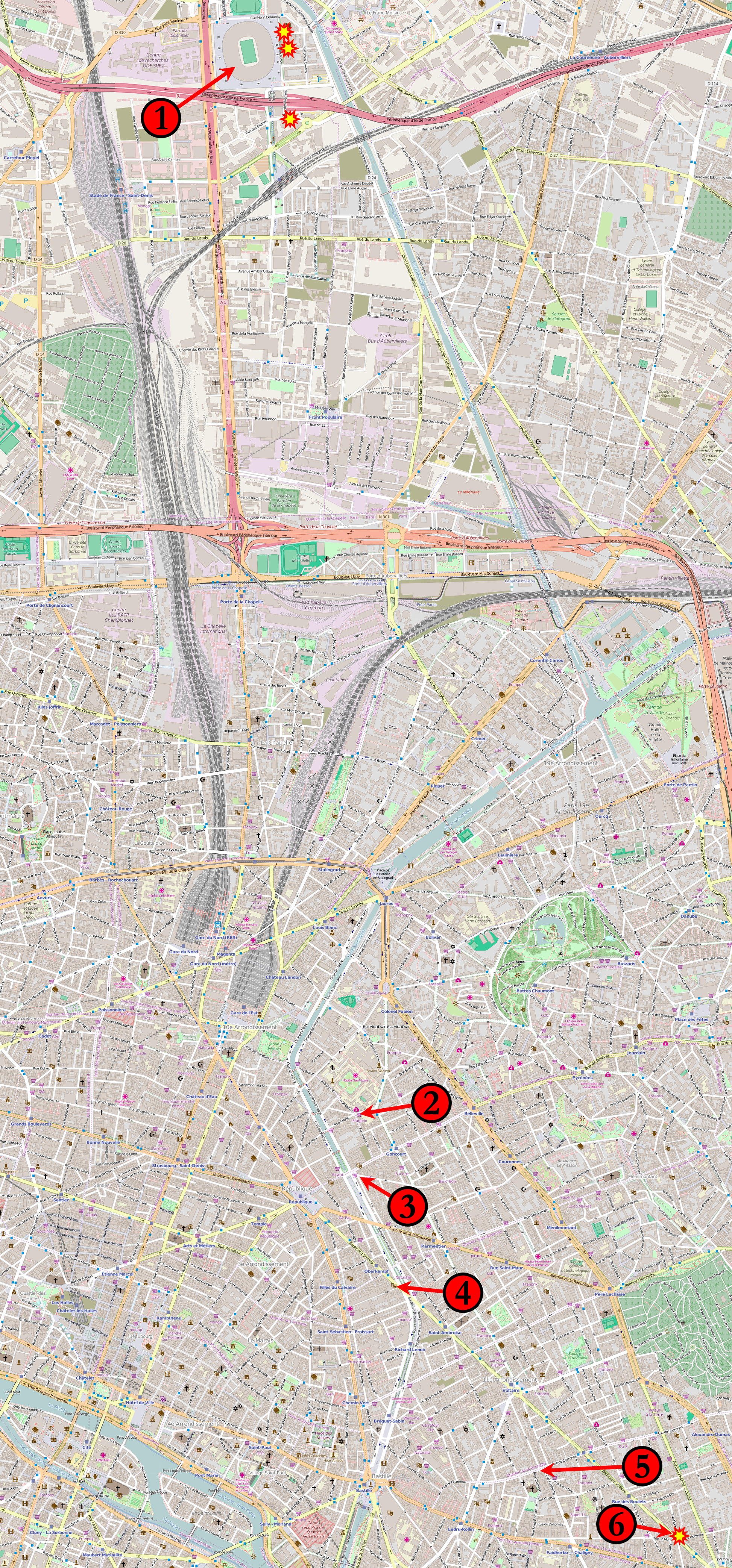
Ubicaciones de los ataques: 1: junto al Estadio de Francia 2: calle Bichat y calle Alibert (Le Petit Cambodge y Le Carillon) 3: calle de la Fontaine-au-Roi (Casa Nostra) 4: Teatro Bataclan 5: calle de Charonne (La Belle Équipe) Estrellas: atentados suicidas (Bataclan no incluido)

Los atentados en París de noviembre de 2015 fueron varios ataques terroristas de corte yihadista cometidos en la noche del viernes 13 de noviembre de 2015 en la capital francesa y su suburbio de Saint-Denis, perpetrados por atacantes suicidas islamistas en los que murieron 130 personas (más 1 reconocida posteriormente) y otras 415 resultaron heridas. Los ataques consistieron en tiroteos contra terrazas de 5 bares y restaurantes, tiroteo y toma de rehenes en la sala de conciertos Bataclan y en explosiones suicidas alrededor del Estadio de Francia y en otro restaurante cerca de la Plaza de la Nación. La autoría de los ataques fue reivindicada por la organización yihadista Estado Islámico. Es considerada la peor masacre ocurrida en territorio continental francés desde la masacre de París de 1961.
El presidente de la República, François Hollande, se encontraba en el palco del Estadio de Francia con el ministro de Exteriores alemán, Frank-Walter Steinmeier, para ver el partido de fútbol amistoso entre la selección francesa y la alemana. Hollande y Steinmeier fueron evacuados por personal del lugar. El presidente francés se dirigió al Ministerio del Interior para presidir un gabinete de crisis.

## Contexto y móvil
Bajo el nombre de código «Operación Chammal», las fuerzas militares francesas han participado en ataques aéreos contra objetivos en Irak y Siria desde el 19 de septiembre de 2014. En octubre de 2015, Francia atacó blancos en Siria por primera vez.
Francia había permanecido en estado de alerta desde el atentado contra Charlie Hebdo y una serie de ataques relacionados en enero de 2015. Además, con motivo de la XXI Conferencia sobre Cambio Climático, a celebrarse en París entre el 30 de noviembre y el 11 de diciembre, se incrementaron las medidas de seguridad y se establecieron controles fronterizos la semana previa a los atentados. El ataque contra Charlie Hebdo se desarrolló en el 11° distrito de la ciudad, donde también se ubica el teatro Bataclan. Durante el año 2015, Francia sufrió otros ataques menores, incluyendo el apuñalamiento de tres soldados en Niza en febrero; un ataque contra una fábrica en Saint-Quentin-Fallavier en junio, que resultó en el asesinato de un empleado; y el atentado al tren Thalys en agosto.
Dos hermanos judíos, Pascal y Joel Laloux, fueron dueños del teatro Bataclan durante más de 40 años hasta que lo vendieron en septiembre de 2015. Declararon que la instalación había sido amenazada en diversas ocasiones por su apoyo público a Israel. Por esta misma razón, en 2011 un grupo llamado «Ejército del Islam» amenazó al teatro.
Antes de los ataques, el Estado Islámico y sus ramas asumieron la responsabilidad de numerosos ataques en las semanas previas al atentado de París. El 12 de noviembre, dos ataques suicidas en Beirut, Líbano, dejaron un saldo de 43 muertos. El 31 de octubre, el vuelo 9268 de Kogalymavia se estrelló en el Sinaí, Egipto, provocando la muerte de 224 personas. La rama en el Sinaí del Estado Islámico reivindicó la responsabilidad. También el 12 de noviembre se reportó que el verdugo principal del Estado Islámico, el Yihadista John, había sido asesinado en un ataque con drones y que el grupo terrorista había perdido el control de Sinjar a manos de las fuerzas kurdas.
En un comunicado difundido en video, el Estado Islámico reivindicó que ocho de sus miembros llevaron a cabo los ataques de París. Citó como causas la participación francesa en la Guerra contra el Estado Islámico y «atreverse a insultar al profeta», en referencia al móvil del atentado contra Charlie Hebdo. El presidente Hollande admitió el 14 de noviembre esa autoría asumiéndolo como «un acto de guerra que será castigado sin piedad».

## Ataques

### Estadio de Francia
Pasadas las 21:00 (20:00 UTC) al menos 10 personas fueron heridas 
y una falleció en la explosión en un bar cercano al Estadio de Francia, en la comuna de Saint-Denis a causa de tres explosiones consecutivas, separadas solo por unos segundos. Las explosiones se produjeron a las 21:16, 21:30, y 21:53.
El presidente de Francia, François Hollande estaba en el estadio presenciando el partido de fútbol amistoso entre Francia y Alemania.
Hollande fue evacuado de la escena sin lesiones, para luego reunirse con el ministro del interior, Bernard Cazeneuve, a fin de coordinar la respuesta a la emergencia.
En la escena se informó que tres atacantes murieron tras suicidarse con explosivos.

### Tiroteo en el teatro Bataclan y toma de rehenes

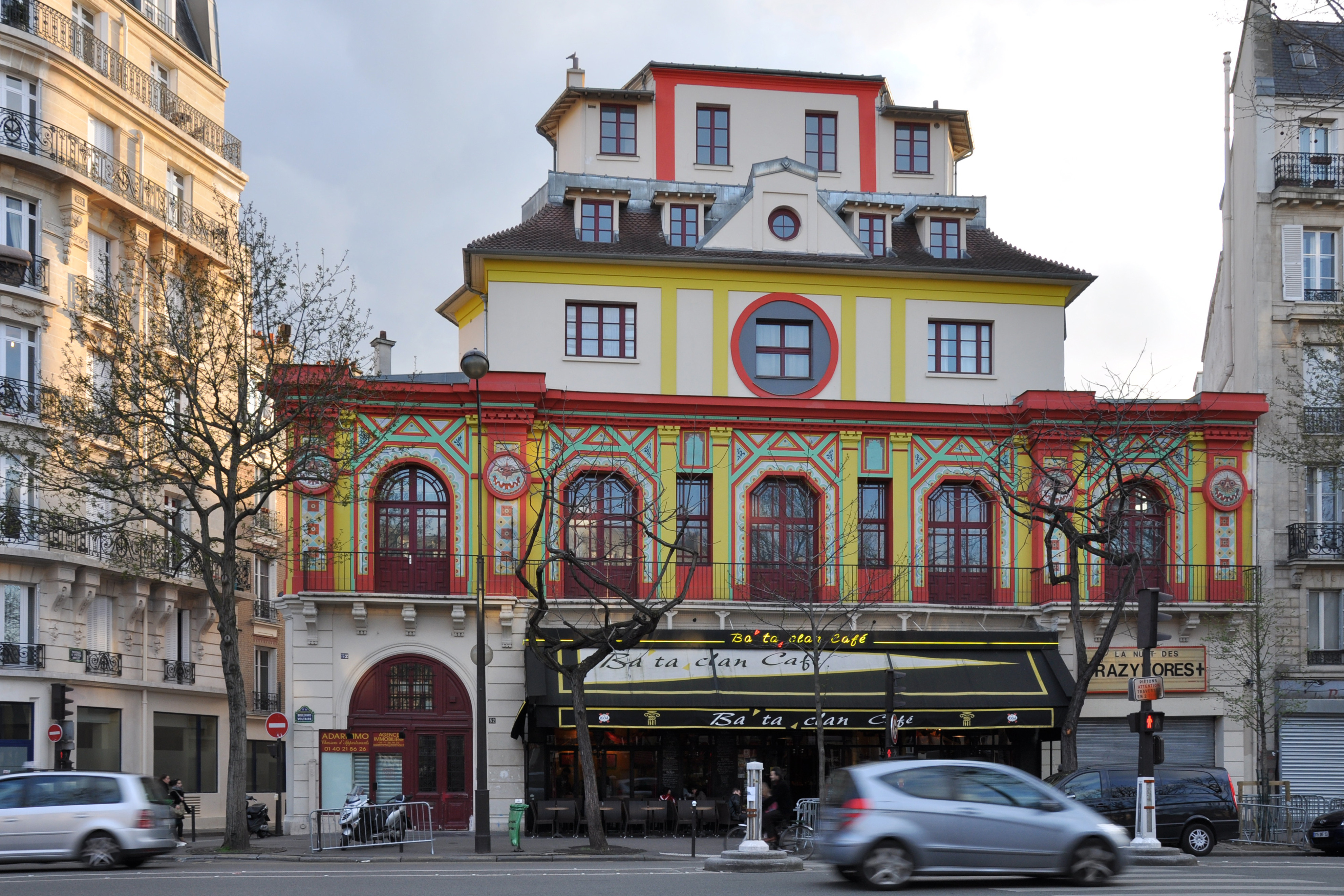
Fachada de la sala Bataclán (2008).

Un segundo tiroteo ocurrió en el teatro Bataclan, también en el XI Distrito de París, durante el concierto del grupo de hard rock estadounidense Eagles of Death Metal.
Según la agencia Associated Press, cerca de 90  personas fueron asesinadas cuando al menos tres hombres entraron a la sala principal del teatro y dispararon durante diez a quince minutos hacia la multitud, para luego rematar a quienes aún se movían y después mantener retenidos a 10  rehenes. Algunos de ellos afirmaron haber escuchado a uno de los atacantes gritar «¡Allahu Akbar!» (‘¡Allah es grande!’) y que eran alrededor de cinco o seis atacantes armados con fusiles de asalto AK-47.
Julien Pierce, reportero de Europe 1, dijo haber visto a un hombre armado entrar en el Bataclan y que hubo dos o tres atacantes disparando contra la multitud a cara descubierta. Muchas personas lograron escapar aún heridas por la puerta trasera y por las ventanas del teatro que dan hacia el pasaje Saint Pierre Amelot.
Hacia las 00:55 (23:55 UTC) del 14 de noviembre, un asalto policial a cargo de la Brigada de Investigación e Intervención (BRI, Brigade de recherche et d'intervention) cuerpo de élite de la Policía Nacional francesa, tuvo lugar en el teatro y culminó a las 00:58, finalizando con el secuestro.
Se informó que alrededor de 80 rehenes fueron asesinados, mientras que los tres atacantes también murieron: uno a causa de un disparo de la policía y dos más al hacer detonar aparatos explosivos que llevaban con ellos.

### Tiroteo en Le Petit Cambodge y Le Carillon
El ataque se inició hacia las 21:20, con un tiroteo en el restaurante Le Petit Cambodge (La Pequeña Camboya) en la calle Bichat, en el X Distrito de París, que tuvo como consecuencia cuatro personas muertas.
Los atacantes dispararon también sobre personas en el exterior de un bar llamado Le Carillon en la calle Alibert, cerca de Canal Saint-Martin. Según la agencia Associated Press, 9 personas fueron asesinadas en su terraza.

### Tiroteo en La Casa Nostra/Bonne Biėre
Un hombre atacó a los que se encontraban en la terraza del bar À la Bonne Biere y también a los comensales sentados en la terraza de la pizzería próxima «La Casa Nostra» ubicada en la calle de la Fontaine au Roi.
Según testigos, el atacante disparó con un arma automática y fueron observados al menos cinco cadáveres en el suelo de la terraza de la «Bonne Bière» mientras que en la «Casa Nostra» no hubo fallecidos.

### Tiroteo en La Belle Équipe
En el ataque al bar La Belle Équipe situado en el cruce de la calle Faidherbe y de la calle de Charonne en el XI Distrito de París, fueron asesinadas 21 personas. El ataque se produjo hacia las 21:36.

### Ataque en Le Comptoir Voltaire
Hacia las 21:45 en el bulevar Voltaire número 253, en el restaurante Le Comptoir Voltaire un terrorista hizo explotar su carga explosiva, sin causar ninguna otra víctima aparte de sí mismo.

## Víctimas
| Nacionalidad   | Fallecidos | Heridos |
| -------------- | ---------- | ------- |
| Francia        | 106        |         |
| Chile          | 3          |         |
| Bélgica        | 2          |         |
| Argelia        | 2          |         |
| Alemania       | 2          |         |
| Portugal       | 2          |         |
| Rumania        | 2          | 1       |
| España         | 1          |         |
| Egipto         | 1          |         |
| México         | 1          | 1       |
| Estados Unidos | 1          | 1       |
| Italia         | 1          |         |
| Marruecos      | 1          | 1       |
| Reino Unido    | 1          |         |
| Rusia          | 1          |         |
| Suecia         | 1          | 1       |
| Venezuela      | 1          | 3       |
| Serbia         | 0          | 7       |
| Países Bajos   | 0          | 3       |
| Brasil         | 0          | 2       |
| Australia      | 0          | 1       |
| Austria        | 0          | 1       |
| China          | 0          | 1       |
| Irlanda        | 0          | 1       |
| Desconocido    | 7          | 344     |
| Total          | 137        | 415     |

Se confirmaron 137 fallecidos, de las cuales:
- 90 fallecieron en el Bataclan.[62]
- 21 fallecieron en el cruce de la calle Faidherbe y la calle de Charonne (bar La Belle Équipe).[28]
- 13 fallecieron en el restaurante Le Petit Cambodge y el bar Le Carillon.[28]
- 5 fallecieron en el bar «La Bonne bière» de la calle Fabourg du temple.[28]
- 4 fallecieron en las proximidades del Estadio de Francia (3 terroristas).[28]
- 7 terroristas.
- 415 heridos, 42 de los cuales en estado muy grave.[62]

## Atacantes
En el comunicado del grupo yihadista Estado Islámico se señala que los ataques fueron llevados a cabo por ocho de sus miembros. Según el grupo yihadista, «ocho hermanos que llevaban cinturones de explosivos y fusiles de asalto se han dirigido a los lugares elegidos minuciosamente por adelantado en el corazón de la capital francesa». La fiscalía francesa identificó a los ocho atacantes:
Los tres terroristas que se inmolaron cerca del Estadio de Francia eran:
- Bilal Hadfi, de 20 años y nacionalidad francesa, aunque residía en Bélgica.
- Ahmad al-Mohammad, de 25 años y nacionalidad siria.
- M. al-Mahmod, edad y nacionalidad desconocida. También pasó por Grecia junto a Ahmad al-Mohammad.

Los tres terroristas que llevaron a cabo los ataques contra restaurantes, bares y cafeterías fueron:
- Brahim Abdeslam, de 31 años y nacionalidad francesa pero residente en Bélgica. Se inmoló en el ataque en el Bulevar Voltaire.
- Chakib Akrouh, de 25 años y nacionalidad belga. Se inmoló durante el asalto de la policía al piso franco de Saint-Denis cinco días después de los atentados.
- Abdelhamid Abaaoud, de 28 años y nacionalidad belga. Se le considera el líder de la célula que perpetró los ataques. Murió días después acribillado por la policía en el asalto al piso franco de Saint-Denis.

Tres terroristas entraron en el Bataclan armados con fusiles de asalto y explosivos atados a sus cuerpos. Dos de ellos murieron cuando los activaron antes de que la policía entrara a la sala de conciertos y uno fue abatido por la policía cuando intentaba detonarlo.
- Samy Amimour, parisino de 28 años. Había combatido en Yemen.
- Omar Ismail Mostefai, de 29 años y procedente del suburbio parisino de Courcouronnes. Había viajado a Siria en 2013.
- Foued Mohamed-Aggad, de 23 años y procedente de Estrasburgo. También viajó a Siria en 2013.

Además, durante el asalto al piso franco que los terroristas tenían en Saint-Denis, también murió una mujer vinculada  al grupo de atacantes yihadistas, además de dos de los cabecillas (uno de los cuales hizo estallar su  chaleco explosivo).

## Reacciones

### En Francia

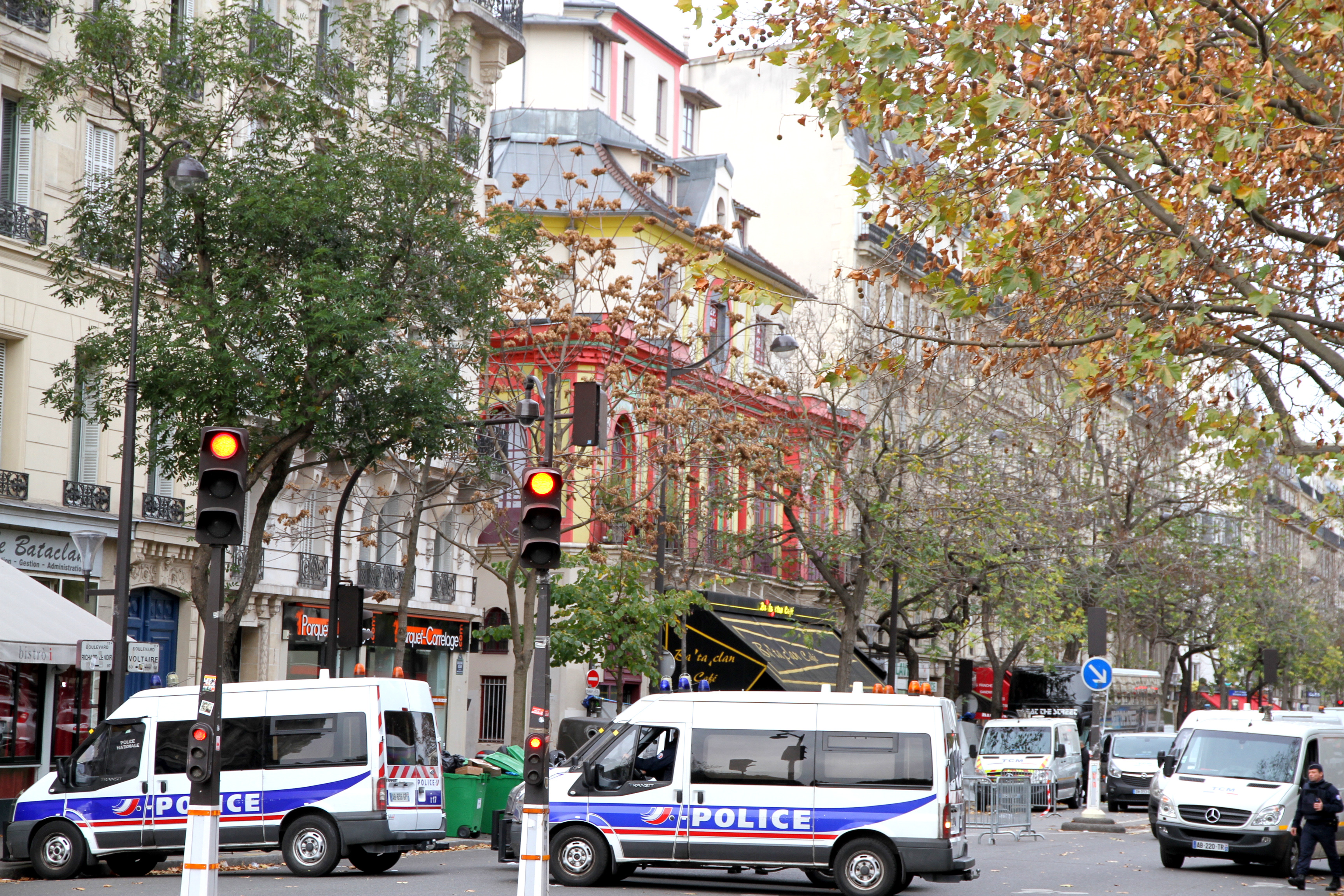
La policía francesa reuniendo pruebas en el teatro Bataclan al día siguiente de los atentados.

Poco antes de la medianoche, el presidente François Hollande anunció por la cadena nacional el estado de emergencia y el cierre de todas las fronteras de Francia. Las autoridades instaron a los residentes de París a permanecer resguardados por su propia seguridad.
Hollande canceló su viaje a la Cumbre del G-20 de Antalya; en su lugar viajaron el ministro de Exteriores, Laurent Fabius, y el de Finanzas, Michel Sapin.
Luego de los ataques el país fue declarado en nivel «alfa rojo», el cual alerta a las autoridades a responder ante una serie de emergencias concurrentes mediante el gobierno y el ejército, lo cual no ocurría desde la Segunda Guerra Mundial. Por esa razón las fronteras del país fueron cerradas temporalmente y fueron movilizados 1500 soldados del ejército francés a las zonas de los ataques y algunos puestos de revisión fueron instalados.
Por la televisión, la radio y las redes sociales se conminó a la población a permanecer en sus casas. Fueron activados el Plan Rojo (para la coordinación nacional de emergencias médicas y rescates) y el Plan Blanco (o plan ORSAN) para la coordinación en centros hospitalarios de la Isla de Francia. El servicio del Metro de París fue suspendido temporalmente en las estaciones de los distritos 10 y 11.
Algunos parisinos emplearon las redes sociales, especialmente Twitter mediante el hashtag #PorteOuverte (#PuertaAbierta), para ofrecer refugio por la noche a personas varadas a causa de los ataques.
Se cerraron diversas estaciones del metro en los distritos 10 y 11. Además, Uber suspendió sus servicios en la ciudad. Todas las escuelas públicas y universidades de París permanecieron cerradas el 14 de noviembre. La torre Eiffel cerró de manera indefinida. Por la mañana del 14 de noviembre, el presidente declaró tres días de luto oficial.

### Internacionales

#### Europa

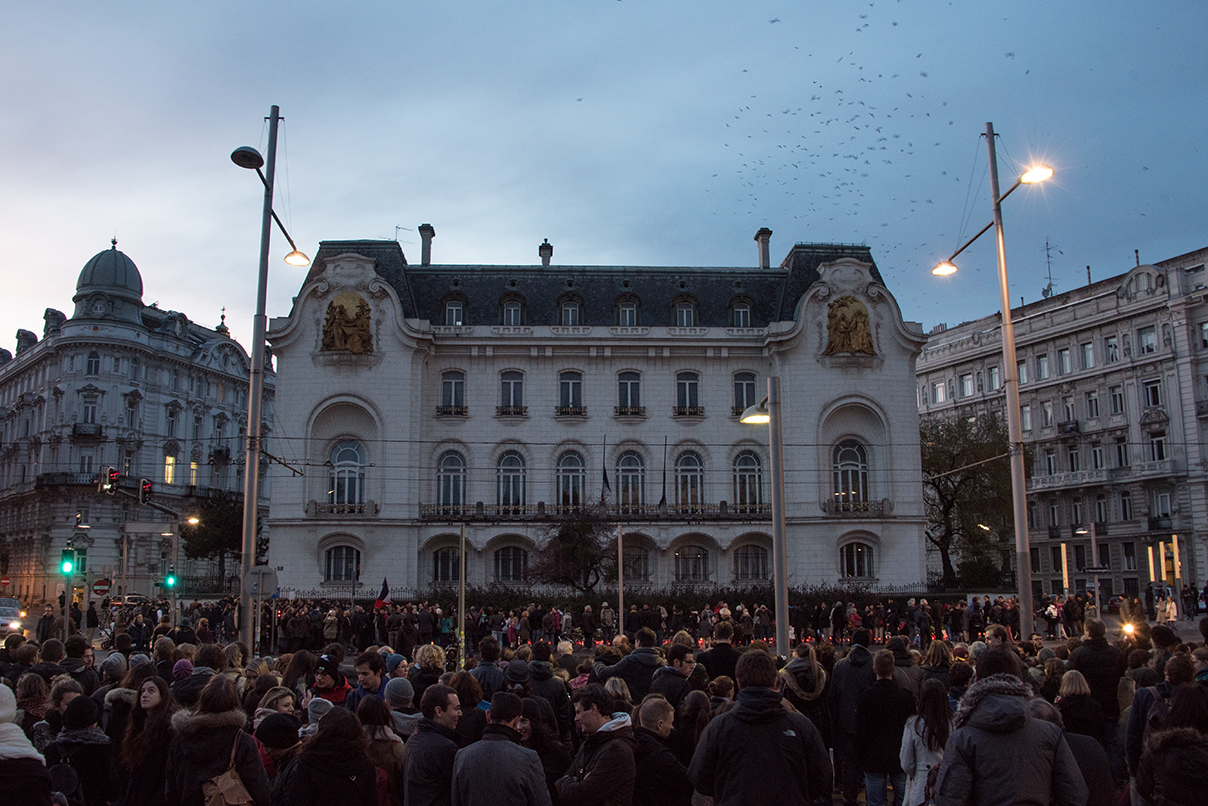
Concentración frente a la embajada de Francia en Viena, Austria el 15 de noviembre de 2015.

- Alemania: Frank-Walter Steinmeier, ministro alemán de Asuntos Exteriores, presenciaba el partido amistoso entre las selecciones de Francia y Alemania, cuando se registraron los tiroteos. Se mostró horrorizado y conmocionado. «Estamos al lado de Francia», manifestó a través de la cuenta del Ministerio de Asuntos Exteriores alemán en Twitter. Mientras que la canciller Angela Merkel expresó estar «muy consternada por las informaciones e imágenes que proceden de París. En estos momentos, mis pensamientos van hacia las víctimas de estos ataques evidentemente terroristas, para sus allegados y para todos los habitantes de París», dijo en declaraciones.[76]

- Bélgica: Desde el primer momento las autoridades belgas dieron sus condolencias a las familias de las víctimas y ofrecieron su apoyo a Francia. Poco después, el primer ministro de Bélgica, Charles Michel, decidió reforzar la seguridad en su frontera con Francia, así como también en sus carreteras, aeropuertos y estaciones de tren.[77] A partir de la investigación de los sospechosos de haber perpetrado el atentado, se extendió la investigación hasta ese país, y la policía realizó varios registros en el barrio de Molenbeek en Bruselas.[78] El ministro de Justicia belga, Koen Geens, informó de que había al menos cinco detenidos,[78] que posteriormente fueron liberados sin cargos, mientras seguía la operación policial en Molenbeek.[79] El gobierno anunció que se estaban también realizando controles especiales en las fronteras.[78]

- España: El presidente del Gobierno, Mariano Rajoy, expresó al primer ministro francés Manuel Valls, las condolencias de España y para interesarse por la situación en París tras registrarse varias explosiones y un tiroteo.[80] Posteriormente, y a raíz también de los hechos en Francia, se reunió la Comisión de Seguimiento del Pacto antiyihadista,[81] y el presidente español descartó elevar el grado de vigilancia.[82] Por otra parte, los partidos políticos españoles, que se hallaban en precampaña electoral de cara a las elecciones generales, suspendieron sus actos previstos durante el día del atentado, en señal de duelo por los ataques en la capital francesa.[83] Para el 16 de noviembre, instituciones, sindicatos, organizaciones de padres y de alumnos y universidades convocaron diversas concentraciones de solidaridad con las víctimas de París.[84]

- Irlanda: El taoiseach (primer ministro) Enda Kenny dijo en su Twitter que «Este es un ataque impactante sobre la humanidad. Nuestros pensamientos y oraciones están con las víctimas y sus familias. Estamos con Francia esta noche».[85]

- Italia: Roma convocó un comité nacional de seguridad el sábado 14 de noviembre por la mañana, según el primer ministro Matteo Renzi: «Europa, alcanzada en su corazón, sabrá reaccionar a la barbarie». Renzi expresó la «solidaridad» de su Gobierno con el presidente francés, François Hollande.[86]

- Reino Unido: El primer ministro británico, David Cameron, emitió un comunicado a través de Twitter diciendo: «Nuestros pensamientos y oraciones están con el pueblo francés».[87]

- Rusia: Vladímir Putin, jefe de Estado, desde Moscú condenó los ataques «inhumanos» de París y mostró su disposición a aportar «toda su ayuda en la investigación sobre estos crímenes terroristas», así lo declaró el portavoz del Kremlin, Dmitri Peskov.[88]

#### América
- Argentina: La presidenta Cristina Fernández usó su cuenta de Twitter para repudiar la ola de ataques que dejó más de un centenar de muertos en la capital de Francia. «Nuestra condena más definitiva a tanta barbarie y desastre. [...] Urge abordar a nivel global la cuestión del terrorismo desde una nueva y más amplia perspectiva. Porque de lo contrario, no habrá lugar donde podamos sentirnos seguros».[89] Por su parte, los candidatos de la segunda vuelta electoral, Mauricio Macri y Daniel Scioli, también se mostraron contrarios a estos atentados.[90] También, además del repudio hacia los atentados, ambos candidatos realizaron un minuto de silencio por las víctimas durante el debate presidencial que se dio el 15 de noviembre en Buenos Aires.[91]

- Ecuador: El presidente Rafael Correa se pronunció al respecto desde Quito. «Toda nuestra solidaridad para el pueblo francés y como lo acabamos de hacer en la cumbre Árabe-Suramérica toda nuestra condena y rechazo al terrorismo». Tiempo después la Cancillería del Ecuador a través de Ricardo Patiño Aroca se pronunció al respecto «Las más sentidas condolencias y solidaridad al Gobierno, al pueblo francés y, en particular, a los familiares de las víctimas de los repudiables ataques terroristas perpetrados hoy en París». Cabe destacar que el presidente Rafael Correa tenía familia (entre ellos a su hija) residiendo en la capital francesa en el momento del atentado.[92]

- Bolivia: El presidente Evo Morales, en un comunicado emitido desde la ciudad de La Paz expresó «el repudio total del Estado de Bolivia ante el horror desatado en París. Nuestra solidaridad con el Gobierno y con el pueblo francés en estos momentos de tribulación». Morales había visitado pocos días atrás a su par francés François Hollande en la capital gala.[93]

- Brasil: La presidenta Dilma Rousseff rechazó los hechos violentos desatados en París a través de su cuenta de Twitter: «Consternada por la barbarie terrorista, expreso mi repudio a la violencia y manifiesto mi solidaridad con el pueblo y el gobierno francés».[94]

- Canadá: El primer ministro Justin Trudeau declaró en Ottawa su solidaridad con el pueblo francés e indicó que ofrecen todo el apoyo necesario al gobierno de François Hollande. El Partido Conservador de Canadá emitió una declaración de solidaridad a través de la líder interina Rona Ambrose, también a través de Twitter.[95] El Nuevo Partido Democrático de Canadá también emitió una declaración de solidaridad a través de Tom Mulcair.

- Chile: La presidenta Michelle Bachelet a través de un comunicado trató de «cobardes ataques» los atentados ocurridos en París, Francia y también agregó: «Nuestro profundo dolor y condolencia por el número importante de las personas fallecidas y heridas productos de estos cobardes ataques». Además, el Palacio de La Moneda realizó un homenaje a las víctimas de los atentados ocurridos en París e iluminó su fachada con los colores de la bandera de Francia.[96][97][98]

- Colombia: El presidente Juan Manuel Santos condenó los ataques y expresó su solidaridad con el pueblo francés a través de su cuenta en Twitter.[99]

- Cuba: El presidente Raúl Castro envío un mensaje de condolencias al presidente y al pueblo de Francia[100]

- Costa Rica: El presidente Luis Guillermo Solís manifestó el repudio hacia los atentados ocurridos a través de su cuenta en Twitter. Uno de sus varios tuits dice, «Nuestra solidaridad, condolencias y respaldo al pueblo y al Gobierno de Francia en estos momentos de profundo dolor #Paris».[101]

- El Salvador: en el Partido del Torneo Apertura 2015 entre Alianza F.C. contra C.D. Juventud Independiente se rindió un momento de silencio en memoria de las víctimas de los atentados, además, varios líderes del gobierno salvadoreño también manifestaron su solidaridad al pueblo francés.

- Estados Unidos: el presidente Barack Obama, en una declaración desde la Casa Blanca, condenó los atentados como un «ataque a la humanidad» y «una situación atroz y desgarradora», y agregó que «los que piensan que pueden aterrorizar a los franceses, a sus valores, están equivocados».[102]

- Guatemala: el presidente Alejandro Maldonado, el vicepresidente Alfonso Fuentes, también el presidente electo Jimmy Morales y vicepresidente electo Jafeth Cabrera condenaron los ataques como una violación a los derechos humanos y le dieron su apoyo al presidente francés.[103]

- México: el presidente Enrique Peña Nieto condenó los ataques y expresó su solidaridad con el pueblo francés. «He ordenado a la Secretaría de Relaciones Exteriores que se mantenga alerta ante cualquier solicitud de ciudadanos mexicanos en París», escribió en Twitter. Monumentos de la Ciudad de México ubicados en el Paseo de la Reforma como la Columna de la Independencia, la sede del Senado de la República y el Monumento a la Revolución, fueron iluminados la noche del viernes 13 de noviembre con los colores nacionales de Francia.[104]

- Panamá: El presidente Juan Carlos Varela manifestó a través de su cuenta de Twitter su solidaridad con el pueblo francés «Nuestra solidaridad y voz de aliento al Pueblo francés en la circunstancia difícil que vive en este momento».[105]

- Paraguay: El presidente Horacio Cartes manifestó a través de su cuenta de Twitter su solidaridad con el pueblo francés ante el «deleznable acto terrorista».[106][107]

- Perú: el presidente Ollanta Humala dijo mediante Twitter que «El Gobierno de Perú extiende su solidaridad al pueblo francés y a su presidente Hollande, y rechaza enérgicamente la violencia desatada en París».[108] La Cancillería expresó «su más enérgica condena y repudio a estos actos de violencia irracional que atentan contra los valores y principios que sustentan la convivencia civilizada entre las naciones».[109]

- Uruguay: El presidente Tabaré Vázquez, condenó de manera energética el atentado ocurrido. Además expresó que «el Gobierno de Uruguay extiende sus más sentidas condolencias y solidaridad a las familias de las víctimas así como al Gobierno y pueblo de Francia».[110]

- Venezuela: El presidente Nicolás Maduro afirmó en un comunicado: «Quiero expresar ―así, en tiempo real― la condena a todos estos eventos de carácter terrorista, y ―en nombre de todo el pueblo venezolano― expresar la solidaridad del Gobierno Bolivariano y del pueblo venezolano con el pueblo de Francia, y con el Gobierno del presidente François Hollande».[111] Un comunicado de la Cancillería afirmó: «Resulta altamente condenable la pérdida de vidas como consecuencia del odio y la violencia terrorista, como si las muertes que ha causado al pueblo Venezolano, no han sido de carácter "terrorista". La República Bolivariana de Venezuela acompaña profundamente el dolor que embarga a los familiares y amigos de las víctimas de tan lamentables sucesos, se solidariza con el pueblo y el Gobierno francés y hace votos por la pronta recuperación de las personas lesionadas».[112]

#### Asia
- China: El presidente chino, Xi Jinping, expresó sus condolencias al presidente francés y añadió una «enérgica condena por ese acto bárbaro y mi más sentido consuelo hacia todas las víctimas, heridos y familiares de las víctimas».[113]

- Israel: Benjamin Netanyahu, primer ministro de la nación, expresó en un comunicado sus condolencias a Francia y al presidente francés, Francois Hollande, por los atentados.[114]

#### Organizaciones internacionales
- ONU: su secretario general, Ban Ki-moon, denunció los ataques y afirmó estar «junto al gobierno y el pueblo francés».[115]

- OTAN: Jens Stoltenberg, secretario general, condenó también los atentados y subrayó que la alianza está «fuertemente unida en la lucha contra el terrorismo», el cual «nunca derrotará a la democracia».[116]

- Unión Europea: Donald Tusk, el presidente del Consejo Europeo, se puso en contacto con François Hollande, transmitiéndole su solidaridad, calificando el ataque como contra los valores de «la liberté, l’égalité et la fraternité».[117]

Edificios iluminados en los colores de la bandera de Francia
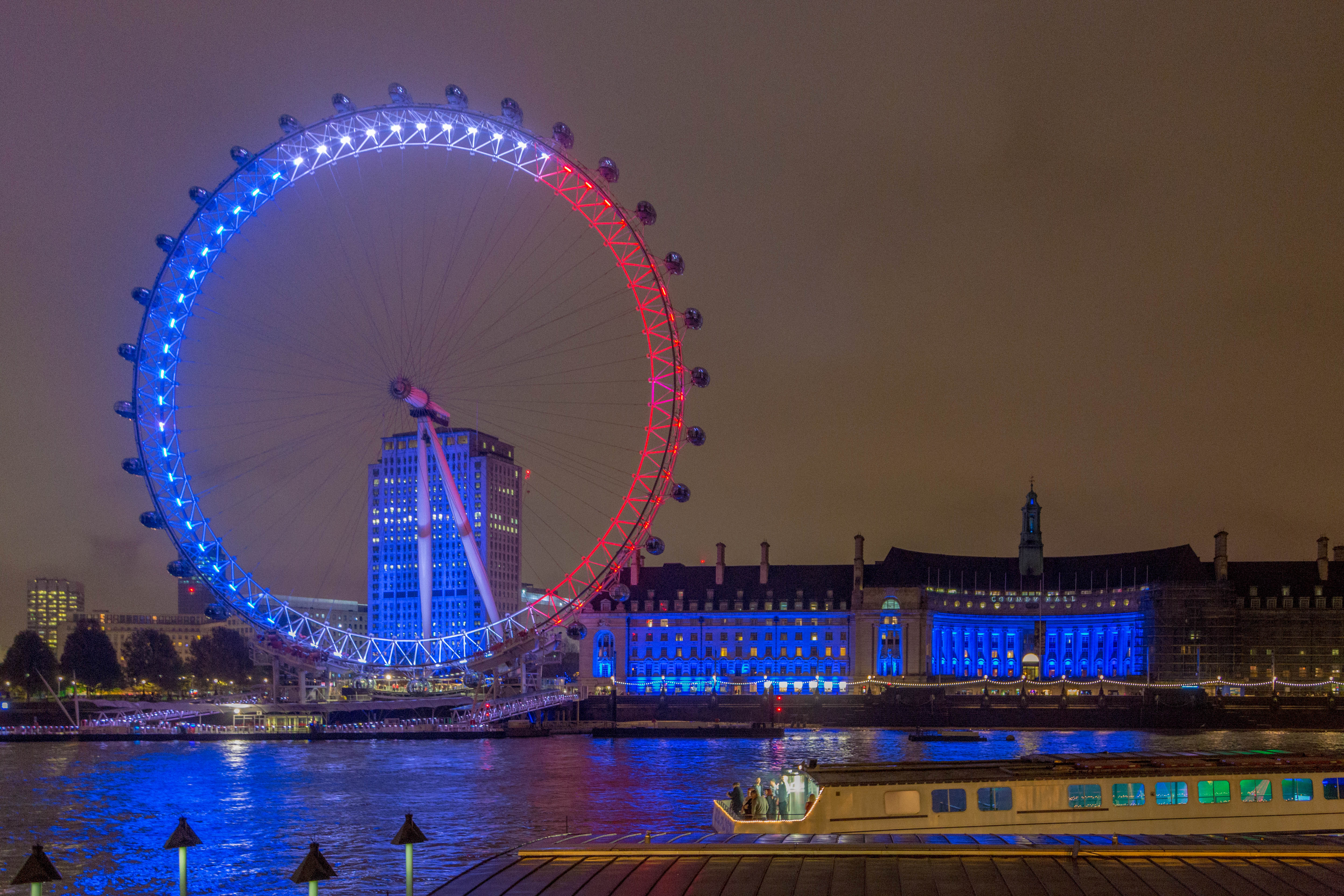
El London Eye en Londres
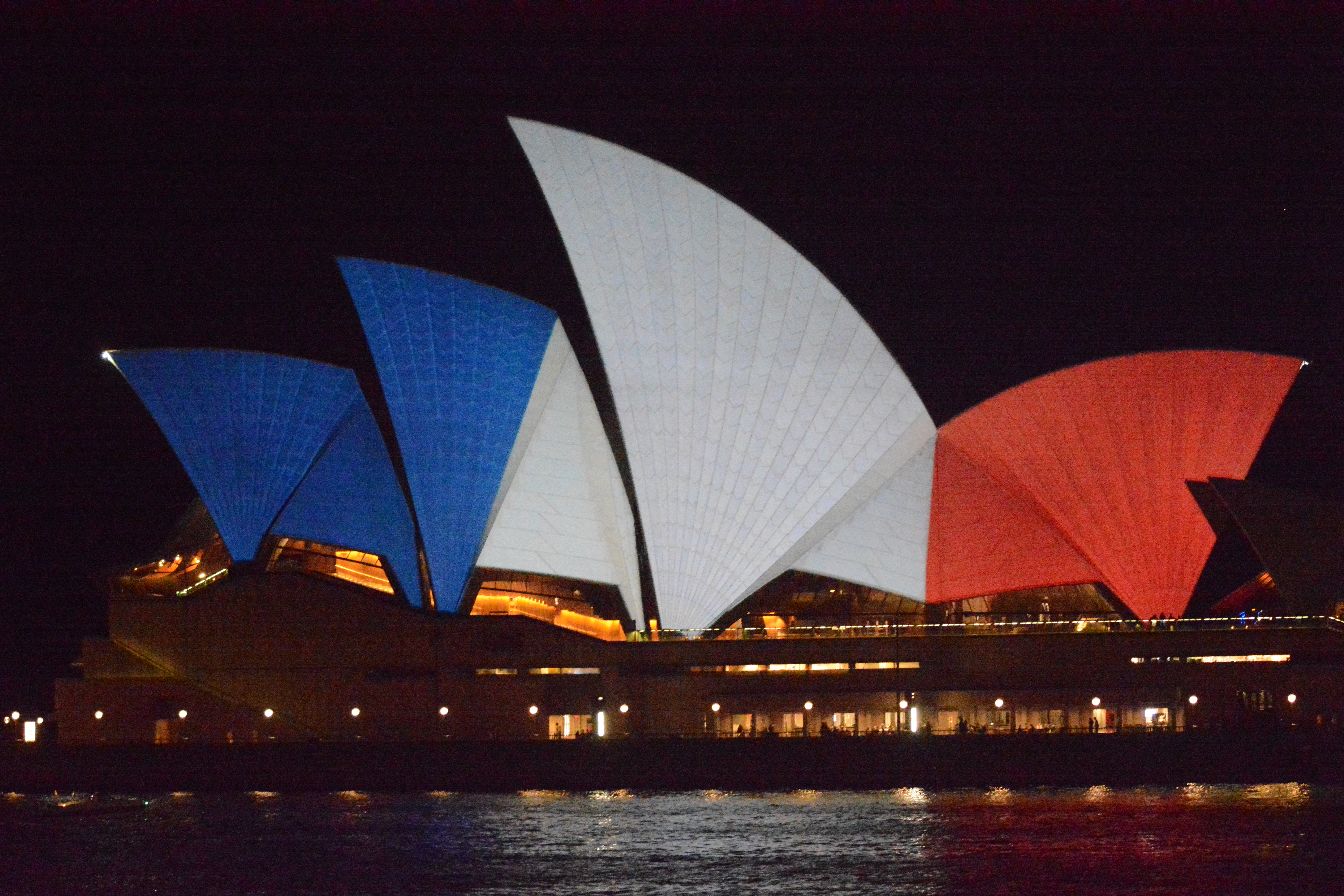
La Ópera de Sídney en Sídney
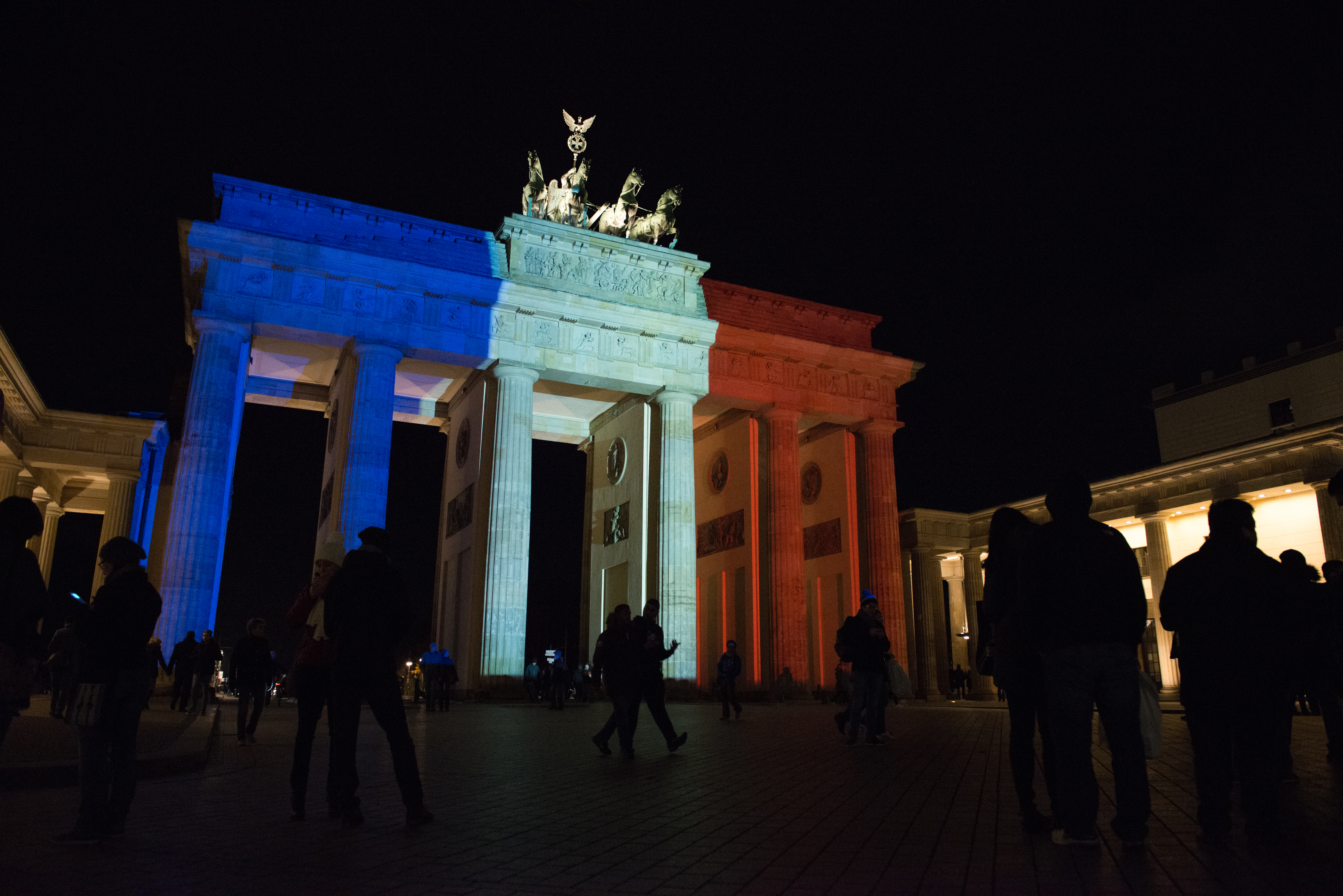
La Puerta de Brandeburgo en Berlín
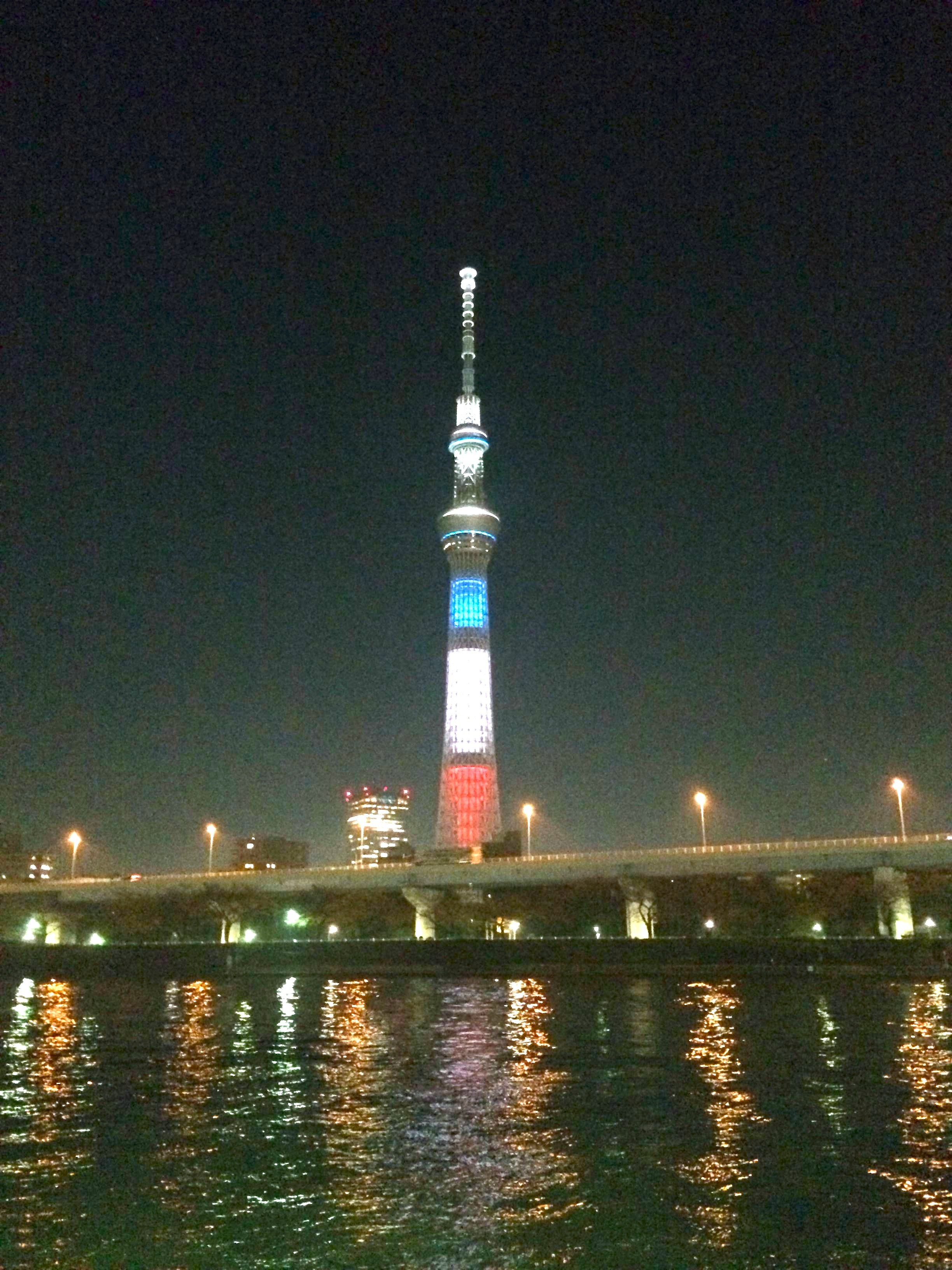
Tokyo Skytree en Tokio
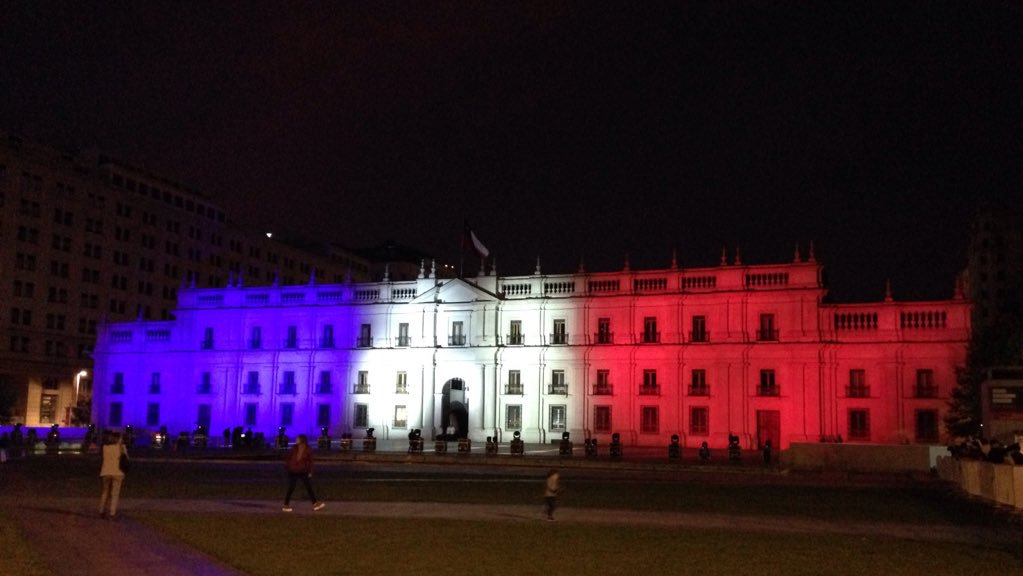
Palacio Presidencial de la Moneda en Santiago de Chile

## Filmografía
- 13 de noviembre: Atentados en París (2018), miniserie documental de Netflix en tres episodios que trata sobre estos hechos, dirigida por Gédéon Naudet y Jules Naudet.
- Noviembre (2022), película francesa dirigida por Cédric Jiménez que recrea la investigación policial inmediata a los atentados.
- Un Año, Una Noche (2022), película española dirigida por Isaki Lacuesta.